# Belmont (cigarrillos)
Belmont es una marca canadiense de cigarrillos, actualmente propiedad y fabricada por Altria en la mayor parte del mundo. La marca Belmont está muy extendida en todo el mundo, y es fabricada por varias compañías en numerosos mercados. Es especialmente popular en Sudamérica y América central.
En Venezuela, se introdujo a mediados de la década de los 60 por "Cigarrera Biggott Sucs CA", donde se convirtió en la marca más popular a principios de la década de los 80, con un 62,4% del mercado en 1982. La tabacalera "Bigott", es a su vez una filial de la British American Tobacco. Fue introducido en el mercado venezolano en noviembre de 1973 en su versión Extra Suave. Por esta propiedad, gozó de una gran popularidad que continúa hasta el día de hoy.
Las campañas publicitarias de los cigarrillos se caracterizaron por una asociación con la idea de suavidad, las actividades y diversiones playeras con amistades, y un uso predominante del azul celeste, el cual estaba impreso en las cajetillas de la marca. Con el tiempo, se le comenzó a incorporar la imagen de una onda, a fin de asemejarla con una ola marina para reforzar todos los conceptos originales.
Belmont también se produce en (por "Tabacalera Nacional"), Panamá (por "Tabacalera Istmena"), Honduras (por "Hondurena"), Nicaragua y Costa Rica (donde fue presentado por "Republic Tobacco" en 1982). También fue introducido en Finlandia por Amer-Tupakka alrededor de 1975. En Finlandia, los cigarrillos fueron fabricados por Philip Morris hasta 2004 bajo una licencia exclusiva de Amer tobacco Ltd., hasta que la empresa abandonó su negocio de tabaco y comenzó a concentrarse en los deportes equipo con el nombre de Amer Sports.
Belmont se vende en los siguientes países: Canadá, Honduras, Guatemala, Costa Rica, República Dominicana, Brasil, Colombia, Venezuela, Ecuador, Paraguay, Finlandia, España, Egipto, Sudáfrica e Israel.